# Ultimate Fighting Championship

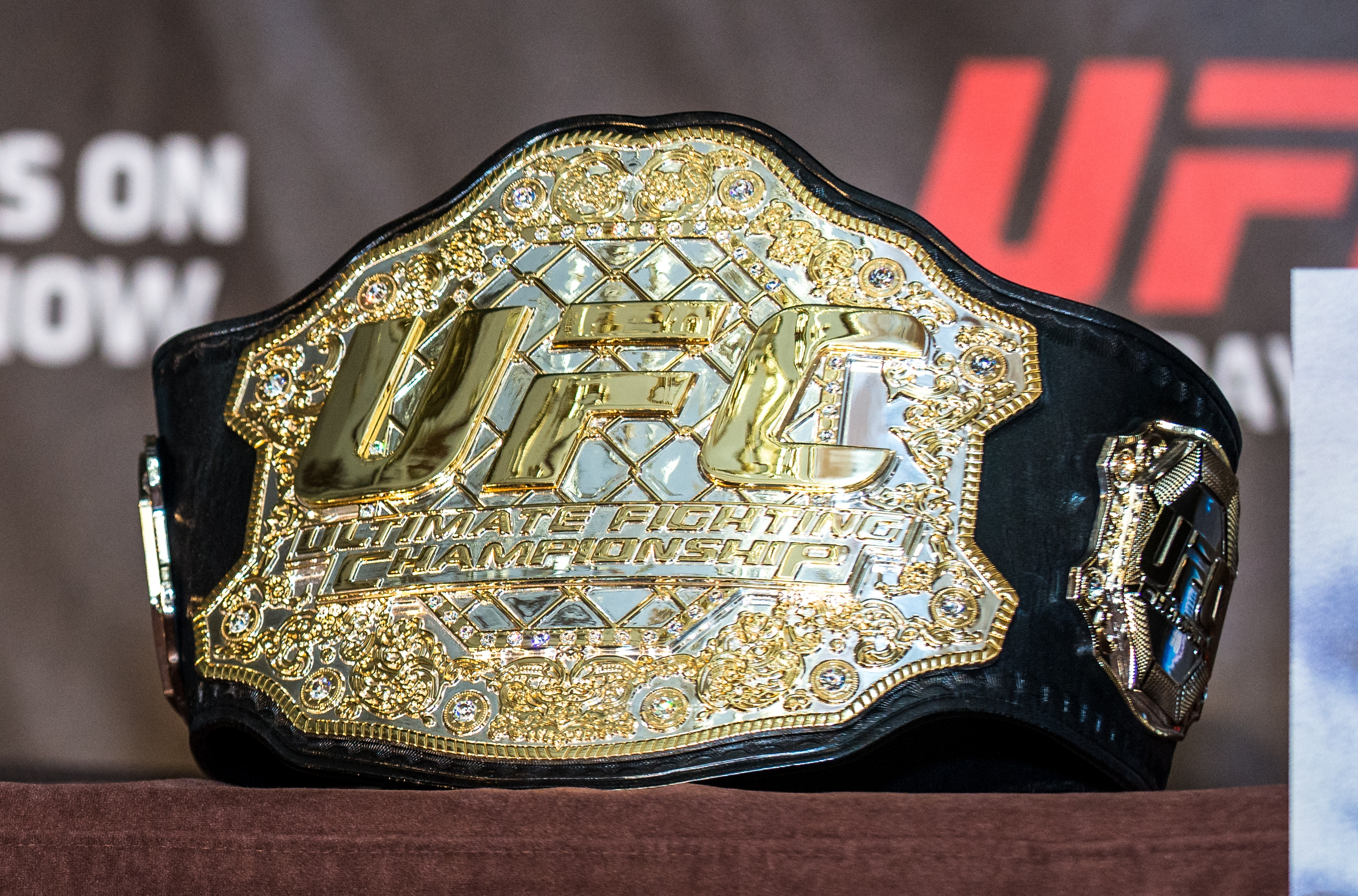
Centura de campion UFC

Ultimate Fighting Championship (UFC) este cea mai mare firmă de arte marțiale mixte din lume, care găzduiește cei mai mulți dintre luptătorii de top din clasament în sport și produce evenimente peste tot în lume. Produce evenimente în întreaga lume care prezintă 12 diviziuni de greutate (opt pentru bărbați și patru pentru femei) și respectă regulile Unificate ale artelor marțiale mixte. Dana White este președintele UFC din 2001, în timp ce William Morris Endeavor este proprietarul companiei.
Primul eveniment din UFC a avut loc în 1993, în Denver, Colorado. Scopul evenimentului a fost de a identifica arta marțială mai eficient într-o luptă reală între concurenți din diferite discipline de luptă, inclusiv box, brazilian jiu-jitsu, sambo, lupte, muay thai, karate, judo și alte stiluri. În competițiile de mai târziu, luptătorii au început adoptarea unor tehnici eficiente de mai mult de o disciplină, care în mod indirect a ajutat crea un stil complet separat de luptă cunoscut sub numele de arte marțiale mixte.

UFC a cumpărat, de asemenea, și absorbit principalii săi rivali, cum ar fi PRIDE, WEC, Strikeforce și EliteXC

## Categorii de greutate/Campioni actualii
UFC utilizează în prezent nouă clase de greutate diferite de luptători și 3 de luptătoare:
| Categorie    | Greutatea minimă (lb) | Limita superioară | Limita superioară | Gen     | Campion actual           | Dată              | Ref    | Zile campion | Apărări | Următoarea luptă       | Ref    |
| Categorie    | Greutatea minimă (lb) | în Livră (lb)     | în kilograme (kg) | Gen     | Campion actual           | Dată              | Ref    | Zile campion | Apărări | Următoarea luptă       | Ref    |
| ------------ | --------------------- | ----------------- | ----------------- | ------- | ------------------------ | ----------------- | ------ | ------------ | ------- | ---------------------- | ------ |
| Strawweight  | –                     | 115               | 52.2              | Femei   | Zhang Weili              | 12 noiembrie 2022 | [ 11 ] | 464+         | 1       | UFC 300 - Yan Xiaonan  |        |
| Muscă        | 116                   | 125               | 56.7              | Bărbați | Alexandre Pantoja        | 8 iulie 2023      | [ 12 ] | 226+         | 1       | TBD                    |        |
| Muscă        | 116                   | 125               | 56.7              | Femei   | Alexa Grasso             | 4 martie 2023     | [ 13 ] | 352+         | 1       |                        | [ 14 ] |
| Cocoș        | 126                   | 135               | 61.2              | Bărbați | Sean O'Malley            | 19 august 2023    | [ 15 ] | 184+         | 0       | UFC 299 - Marlon Vera  |        |
| Cocoș        | 126                   | 135               | 61.2              | Femei   | Raquel Pennington        | 20 ianuarie 2024  | [ 16 ] | 30+          | 0       | TBD                    |        |
| Pană         | 136                   | 145               | 65.8              | Bărbați | Ilia Topuria             | 17 februarie 2024 | [ 17 ] | 2+           | 0       | TBD                    |        |
| Pană         | 136                   | 145               | 65.8              | Femei   | Vacant                   | 10 iunie 2023     | [ 18 ] | 254+         | –       | –                      |        |
| Ușoară       | 146                   | 155               | 70.3              | Bărbați | Islam Makhachev          | 22 octombrie 2022 | [ 19 ] | 485+         | 2       | TBD                    | [ 20 ] |
| Semimijlocie | 156                   | 170               | 77.6              | Bărbați | Leon Edwards             | 20 august 2022    | [ 21 ] | 548+         | 2       | TBD                    |        |
| Mijlocie     | 171                   | 185               | 83.9              | Bărbați | Dricus du Plessis        | 20 ianuarie 2024  | [ 22 ] | 163+         | 0       | TBD                    |        |
| Semigrea     | 186                   | 205               | 93.0              | Bărbați | Alex Pereira             | 11 noiembrie 2023 | [ 23 ] | 100+         | 0       | UFC 300 - Jamahal Hill |        |
| Grea         | 206                   | 265               | 120.2             | Bărbați | Jon Jones                | 4 martie 2023     | [ 24 ] | 352+         | 0       | TBD                    |        |
| Grea         | 206                   | 265               | 120.2             | Bărbați | Tom Aspinall (interimar) | 11 noiembrie 2023 | [ 25 ] | 100+         | 0       | TBD                    |        |